# Stewartina
Stewartina es un género de foraminífero bentónico de la subfamilia Pseudofusulininae, de la familia Schwagerinidae, de la superfamilia Fusulinoidea, del suborden Fusulinina y del orden Fusulinida. Su especie tipo es Pseudofusulina? moranensis. Su rango cronoestratigráfico abarcaba desde el Asseliense hasta el Kunguriense (Pérmico inferior).

## Discusión
Clasificaciones más recientes incluyen Stewartina en la superfamilia Schwagerinoidea, y en la subclase Fusulinana de la clase Fusulinata. Algunas clasificaciones incluyen Stewartina en la familia Pseudofusulinidae.

## Clasificación
Stewartina incluye a las siguientes especies:
- Stewartina convexa †
- Stewartina habrokelyph †
- Stewartina magnifica †
- Stewartina laxissima †
- Stewartina montanensis †
- Stewartina moranensis †
- Stewartina multispira †
- Stewartina needhami †
- Stewartina patens †
- Stewartina texana †
- Stewartina titanokelyph †
- Stewartina uber †
- Stewartina ultimata †

Otras especies consideradas en Stewartina son:
- Stewartina acutisaxis †, de posición genérica incierta
- Stewartina gigantea †, de posición genérica incierta